# Joseph and the Amazing Technicolor Dreamcoat

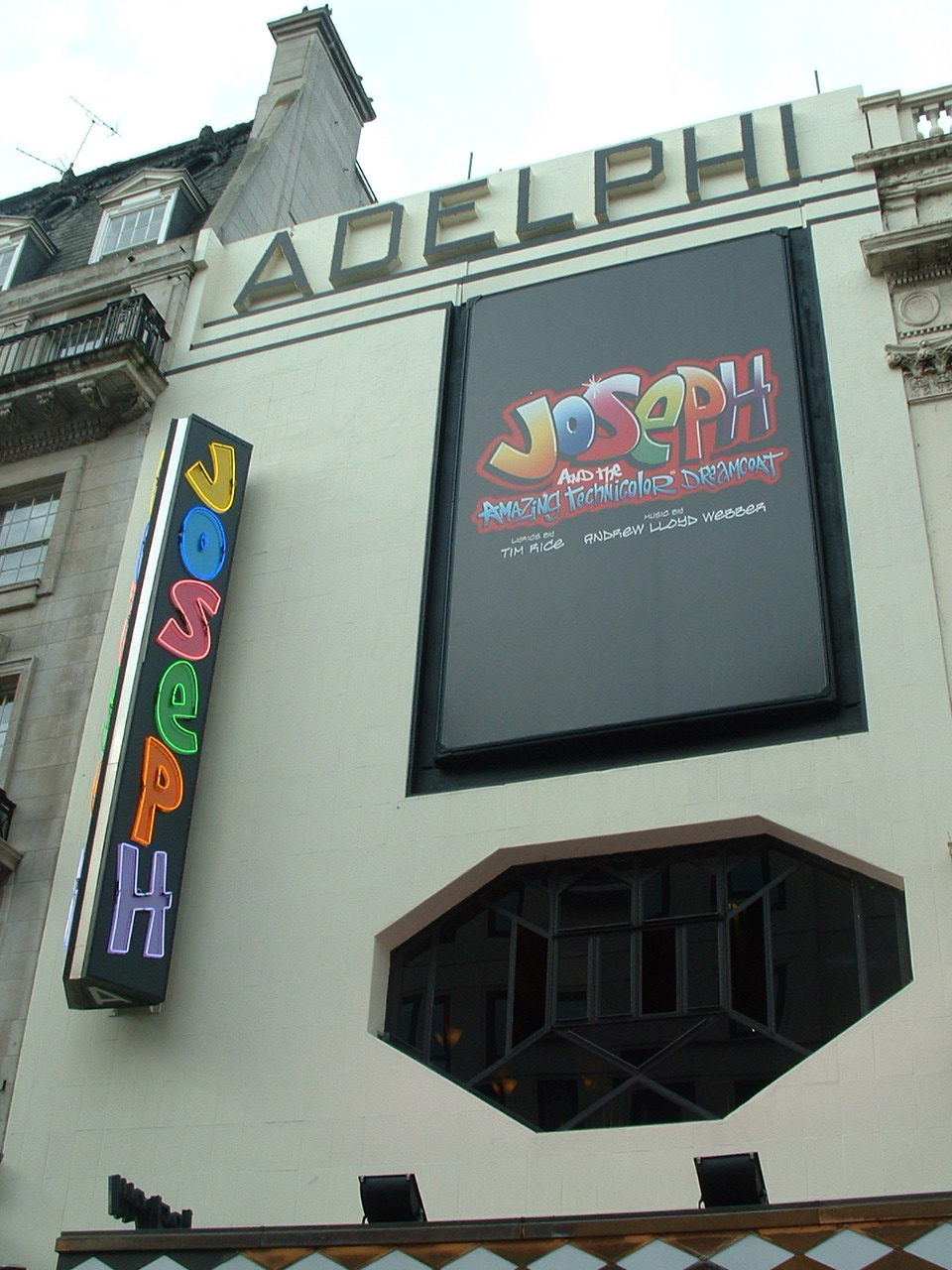
Joseph and the Amazing Technicolor Dreamcoat, em cartaz no Adelphi Theatre em 2007.

Joseph and the Amazing Technicolor Dreamcoat foi o segundo teatro musical escrito pelo time formado por Andrew Lloyd Webber e Tim Rice. (O primeiro foi "The Likes of Us", uma apresentação escrita em 1965, mas que não recebeu sua primeira apresentação até 2005).
Baseada na história bíblica do "manto de mil cores" de José, esta apresentação teve sua primeira apresentação na forma de cantata na escola Colet Court em Londres em 1 de março de 1968, durando vinte minutos. A segunda apresentação foi em 12 de maio do mesmo ano e teve revisão no The Sunday Times. Devido ao sucesso da peça Rice e Lloyd Webber decidiram lançar um pequeno álbum com a apresentação em 1969 que não foi bem até a dupla lançar o segundo álbum musical, Jesus Christ Superstar, um sucesso imediato.
O musical se passa em uma escola, onde a narradora conta aos alunos ali presentes a história de José, filho preferido de Jacó, que lhe presenteia com um manto de várias cores. Tomado pelo ciúmes, os irmãos de José o vendem como escravo, dizendo ao pai Jacó que uma fera o tinha devorado. José, sendo levado ao Egito fica sob os cuidados de Potifar até ser difamado pela mulher deste e ser preso injustamente. No cárcere conhece o Mordomo e o Padeiro do Faraó e interpreta seus sonhos. Após a soltura do Mordomo, o proprio Faraó tem sonhos estranhos e, seguindo orientação de seu Morodomo, manda trazer José para que este possa lhe dar a interpretação. Uma vez interpretado, o Faraó, agradecido, concede a José o posto de Governador do Egito, responsável pela distribuição da comida para todo o povo. Neste meio tempo, chega ao Egito os irmãos de José em busca de alimento, haja vista que há grande seca por toda a terra e, somente o Egito possuía um estoque de alimentos. Naturalmente, os irmãos de José nao o reconheceram mas, em uma atitude benigma, José, ao se fazer reconhecer, perdoa seus irmãos, trazendo-os, juntamente com seu pai Jacó, a morar com ele.
Em 1999 foi lançado um DVD (lançado também no Brasil) estrelado por Donny Osmond (José), Richard Attenborough (Jacó) e Joan Collins (Mra Potifar).

## Números musicais
1. "Prologue"
2. "Any Dream Will Do"
3. "Jacob And Sons/Joseph's Coat"
4. "Joseph's Dreams"
5. "Poor, Poor Joseph"
6. "One More Angel In Heaven"
7. "Potiphar"
8. "Close Every Door"
9. "Go, Go, Go Joseph"
10. "Pharaoh Story"
11. "Poor, Poor Pharaoh"
12. "Song Of The King (Seven Fat Cows)"
13. "Pharaoh's Dreams Explained"
14. "Stone The Crows"
15. "Those Canaan Days"
16. "The Brothers Come To Egypt/Grovel, Grovel"
17. "Who's The Thief"
18. "Benjamin Calypso"
19. "Joseph All The Time"
20. "Jacob In Egypt"
21. "Finale (Any Dream Will Do/Give Me My Colored Coat)"